# Scener fra et militærdiktatur
|  | Denne artikel er oprettet af botten Steenthbot ud fra en ekstern database. Den kan derfor have sproglige fejl eller mangler. Denne skabelon kan fjernes efter kontrol af indholdet. |

Scener fra et militærdiktatur er en dansk dokumentarfilm fra 2019 instrueret af Karen Stokkendal Poulsen.

## Handling
Filmen fortæller historien om, hvordan militæret i Myanmar trådte ud af skyggen efter 50 års diktatur, mens demokrati-ikonet Aung San Suu Kyi, som havde tilbragt 20 år i husarrest, blev landets leder. Historien er usædvanlig fordi de to parter har et særligt greb om hinanden; militæret med deres kontrol over landets ressourcer; Aung San Suu Kyi med sin kontrol over folket. Det er en historie om, hvordan magtkampe udfolder sig og hvordan politiske fjender kan ende med at være tættere med hinanden end med dem de hævder at kæmpe for; folket. De er spillere i samme felt og de lærer hinanden at kende på tæt hold, og det påvirker dem. Det er et tveægget sværd; kompromis kan være vejen frem til at overkomme en smertefuld fortid. Desværre kan kompromiser også være vejen til at indfange hinanden og forlade visionerne. I Myanmar er det en kompliceret blanding af begge dele.

## Medvirkende
- Aung San Suu Kyi
- Thein Sein
- Soe Thane
- Aung Min
- Ye Htut
- Win Htein
- Tin Oo
- Sithu Aung Myint
- Thant Myint-U